# El gran Gatsby (película de 2013)
El gran Gatsby (en inglés, The Great Gatsby) es una adaptación fílmica de la novela homónima de F. Scott Fitzgerald, publicada en 1925. Dirigida por Baz Luhrmann, cuenta con las actuaciones de Leonardo DiCaprio, Tobey Maguire, Carey Mulligan, Joel Edgerton, Elizabeth Debicki e Isla Fisher. Su estreno estaba planeado para el 7 de junio de 2012, pero el 6 de agosto de 2012  Warner Bros. anunció que sería pospuesta para el verano de 2013, esto debido a un conflicto con las fechas de estreno. Finalmente, la película fue estrenada en mayo, siendo este la película que dio arranque al Festival de Cannes 2013. Ganó el Oscar 2014 por mejor vestuario.

## Sinopsis
El gran Gatsby tiene como fondo la alta sociedad estadounidense, en la que se desenvuelve un hombre misterioso e inmensamente rico, Gatsby, quien, a pesar de ello, es considerado un advenedizo y solo se le acepta como invitado. Pero Gatsby se empeña en conseguir el amor que no logró en su juventud.

## Argumento
En "El Gran Gatsby", Nick Carraway, un joven escritor, se traslada a Long Island durante la vibrante década de 1920. Su vida se enreda con la de Jay Gatsby, un enigmático anfitrión de lujosas fiestas que busca desesperadamente reconquistar a su antiguo amor, Daisy Buchanan. Sin embargo, Daisy está casada con Tom, un hombre adinerado, racista y soberbio.
La trama se desenvuelve a medida que la relación clandestina entre Gatsby y Daisy se complica, revelando verdades impactantes sobre el pasado del protagonista. La narrativa alcanza su punto álgido cuando Tom, movido por celos y resentimientos, desentraña los oscuros secretos de Gatsby durante un enfrentamiento explosivo. La tragedia se desata cuando la amante del hipócrita Tom, Myrtle Wilson es atropellada a muerte por un automóvil amarillo, George Wilson, el esposo de Myrtle, creyendo erróneamente que el automóvil amarillo es de Tom, pero éste le convence que es de Gatsby, condenandolo, George busca venganza y termina arrebatándole la vida a Gatsby antes de quitarse la suya.
El desenlace muestra la indiferencia de la alta sociedad ante la muerte de Gatsby, sumergiendo a Nick en una profunda desilusión sobre la frivolidad, hipocresía y la vacuidad moral de su entorno. El epílogo resalta la soledad de Gatsby en su muerte y la retirada de Nick de la superficialidad social. La película concluye con una melancólica reflexión sobre el alto costo del sueño americano, la efímera naturaleza de las relaciones y la ilusoria búsqueda de la felicidad en una época marcada por excesos y desencantos.
Jordan le revela a Nick que Tom tiene una amante que vive en el “valle de las cenizas”, un vertedero entre West Egg y Nueva York. Poco tiempo después de esta anécdota, Nick viaja con Tom al “valle de las cenizas”, donde paran en el taller mecánico de George Wilson (Jason Clarke) y su esposa Myrtle (Isla Fisher), quien era la amante de Tom. Nick va con Tom y Myrtle hacia un apartamento donde mantenían en secreto su romance, Myrtle organiza una vulgar y extraña fiesta junto a su hermana Catherine (Adelaide Clemens), todo culmina cuando Tom le rompe la nariz a Myrtle por su enfado a la mención que ella hace de Daisy.
A mediados del verano, Nick recibe una invitación a una de las fiestas de Gatsby. Al llegar a la fiesta, se da cuenta de que ninguno de los casi cien invitados, conoce personalmente a Gatsby y que ellos tienen diversas teorías sobre quién es él. Nick se encuentra con Jordan y ellos conocen a Gatsby, quien es sorprendentemente joven y algo distante en persona. Gatsby comienza a tener algo de simpatía hacia Nick y ambos comienzan a hacerse amigos. Esa amistad se desarrolla más, después de que Gatsby invita a Nick a almorzar junto a su misterioso amigo Meyer Wolfshiem (Amitabh Bachchan). A través de Jordan, Nick se entera de que Gatsby conocía a Daisy desde su romántico encuentro en 1917 y que él aún sigue enamorado de ella. Gatsby pasa todas las noches con la mirada fija en una luz verde en el final del muelle, frente a su mansión, esperando que algún día recupere su amor perdido. El extravagante estilo de vida de Gatsby y las grandes fiestas que daba en su mansión eran para tratar de impresionar a Daisy, esperando que algún día apareciera frente a su puerta. Gatsby quiere que Nick realice una reunión entre él y Daisy. Nick la invita a tomar té en su casa, sin decirle a ella que Gatsby también estaría allí. 
Después de esta sorpresiva reunión, Gatsby y Daisy se reencuentran y comienzan una aventura entre ellos. En un corto período de tiempo, Daisy y Tom asisten a una de las fiestas de Gatsby, donde Tom comienza a sospechar sobre su esposa y su relación con Gatsby. En un almuerzo en la casa de los Buchanan, Gatsby comienza sin disimular su amor por Daisy y Tom se da cuenta de que Gatsby está enamorado de Daisy. A pesar de que Tom se encuentra envuelto en una aventura con Myrtle, él encuentra como un gran escándalo la infidelidad de Daisy. Tom fuerza al grupo a ir a Nueva York, donde allí confronta a Gatsby en una suite del Plaza Hotel. Tom acierta de que él y Daisy tienen una historia que Gatsby nunca podrá entender y entonces le dice a su esposa que Gatsby es un criminal y que su fortuna proviene del contrabando de alcohol y otra actividades ilegales. Esta situación pone a Gatsby fuera de control, que explosivamente saca su enojo y consterna a todos. Después de este accidente, Daisy se da cuenta de que no puede abandonar a Tom, quien interrumpe la situación y la manda de regreso a East Egg con Gatsby, intentando provocarlo con que Daisy no huiría con él.
En "El Gran Gatsby", Nick Carraway, un joven escritor, se traslada a Long Island durante la vibrante década de 1920. Su vida se enreda con la de Jay Gatsby, un enigmático anfitrión de lujosas fiestas que busca desesperadamente reconquistar a su antiguo amor, Daisy Buchanan. Sin embargo, Daisy está casada con Tom, un hombre adinerado y soberbio.
La trama se desenvuelve a medida que la relación clandestina entre Gatsby y Daisy se complica, revelando verdades impactantes sobre el pasado del protagonista. La narrativa alcanza su punto álgido cuando Tom, movido por celos y resentimientos, desentraña los oscuros secretos de Gatsby durante un enfrentamiento explosivo. La tragedia se desata cuando George Wilson, el esposo de la amante de Tom, creyendo erróneamente que el automóvil de Gatsby es suyo, busca venganza y termina arrebatándole la vida a Gatsby antes de quitarse la suya.
El desenlace muestra la indiferencia de la alta sociedad ante la muerte de Gatsby, sumergiendo a Nick en una profunda desilusión sobre la vacuidad moral de su entorno. El epílogo resalta la soledad de Gatsby en su muerte y la retirada de Nick de la superficialidad social. La película concluye con una melancólica reflexión sobre el alto costo del sueño americano, la efímera naturaleza de las relaciones y la ilusoria búsqueda de la felicidad en una época marcada por excesos y desencantos.
Cuando Nick llama a los Buchanan para invitar a Daisy al funeral de Gatsby, se entera de que ella, Tom y su hija Pammy se han ido de Nueva York. Sólo la prensa que actuó cual aves de rapiña sobre el cuerpo ya preparado de Gatsby acudieron al funeral, ante esa actitud Nick los echó a todos. Los medios acusaron a Gatsby de la muerte de la amante de Tom, Myrtle, dejando solamente a Nick conocedor de la verdad y ante el asco que le producía Nueva York y sus gentes se marcha de la ciudad tras ir una última vez a la casa de Gatsby ya abandonada y saqueada. De vuelta al sanatorio, Nick termina sus memorias y las titula El gran Gatsby.

## Reparto
- Leonardo DiCaprio - Jay Gatsby
- Tobey Maguire - Nick Carraway
- Carey Mulligan - Daisy Buchanan
- Joel Edgerton - Tom Buchanan
- Isla Fisher - Myrtle Wilson
- Elizabeth Debicki - Jordan Baker

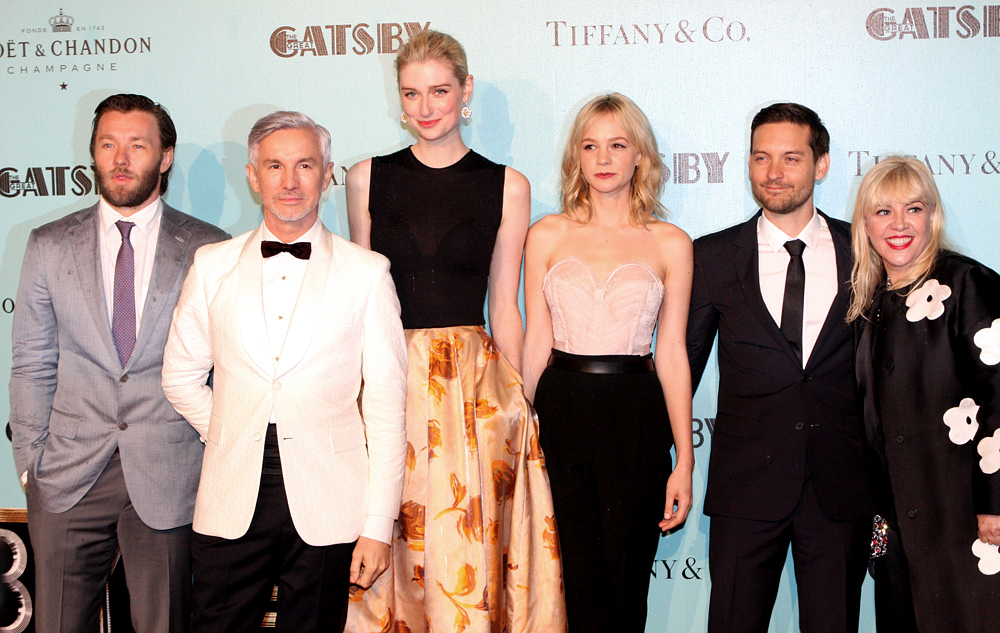
De izquierda a derecha: Joel Edgerton, el director Baz Luhrmann, Elizabeth Debicki, Carey Mulligan, Tobey Maguire y la productora y diseñadora Catherine Martin en la premier de The Great Gatsby en Sídney el 22 de mayo de 2013

- Amitabh Bachchan - Meyer Wolfsheim
- Jason Clarke - George B. Wilson
- Brendan Maclean - Klipspringer
- Callan McAuliffe - joven Jay Gatsby
- Adelaide Clemens  - Catherine
- Gus Murray - Teddy Barton
- Stephen James King - NelsonUU

## Producción
Desarrollo
Anteriores a esta versión ya existían una opera y numerosas adaptaciones cinematográficas de la aclamada novela de F. Scott Fitzgerald de 1925. En diciembre de 2008, la revista Variety publicó que esta adaptación sería realizada de la mano de Baz Luhrmann como director. 
Luhrmann declaró que planeaba que esta adaptación fuera más oportuna dada su crítica hacia los estilos de vida irresponsables de la gente pudiente.
Con el objetivo de comprometerse con el proyecto, Luhrmann se trasladó con su familia desde Australia hasta Chelsea (Bajo Manhattan), futuro escenario de The Great Gatsby.
En 2010 se informa de que la película sería producida por Sony Pictures Entertainment. Sin embargo, hacia 2011, Warner Bros. estaría cerca de adquirir un acuerdo para financiar la película y hacerse cargo de su distribución mundial. 
A finales de enero de 2011, Luhrmann mostró sus dudas y la posibilidad de abandonar el proyecto. Tiempo después decide permanecer en él. 
Casting
Los resultados del proceso de audiciones de la película fueron muy alentadores para Luhrmann. Leonardo DiCaprio fue el primero del reparto en ser elegido. Seguidamente se escogió a Tobey Maguire para interpretar a Nick Carraway. Muchos artículos apuntaban a Amanda Seyfried como Daisy Buchanan, interés amoroso de Gatsby y papel principal femenino, en octubre de 2010. Al mes siguiente, se anunciaba que el director había audicionado a numerosas actrices, incluidas Keira Knightley, Rebecca Hall, Amanda Seyfried, Blake Lively, Abbie Cornish, Michelle Williams, y Scarlett Johansson, así como Natalie Portman, para el papel de Daisy. Poco después, Scarlett tuvo que retirarse debido a sus compromisos con la película de Cameron Crowe, Un lugar para soñar ("We Bought a Zoo").
El 15 de noviembre, Luhrmann anunciaba que Carey Mulligan sería la elegida para el papel de Daisy, después de su lectura del guion el 2 de noviembre en Nueva York. Consiguió el papel poco después de que Luhrmann mostrara el metraje de su audición a los ejecutivos de Sony Pictures Entertainment, Amy Pascal y Doug Belgrad, quienes se impresionaron con el dominio que la actriz poseía del papel. Mulligan se echó a llorar cuando se enteró de que había conseguido el papel de Daisy Buchanan por teléfono mientras se encontraba en la alfombra roja
de un evento en Nueva York. Luhrmann dijo "he tenido el privilegio de explorar el personaje con algunas de las actrices más talentosas, cada una aportando su interpretación particular, siendo todas legítimas y fascinantes. Sin embargo, específicamente en esta producción particular de The Great Gatsby, estaba emocionado de poder coger el teléfono hace una hora a la joven actriz británica nominada al Oscar Carey Mulligan y decirle: "Hola, Daisy Buchanan"". 
En abril, Ben Affleck estaba en negociaciones para el papel de Tom Buchanan pero tuvo que renunciar dados sus problemas de agenda con Argo. Varias semanas después, Ben Affleck era sustituido por Joel Edgerton. Bradley Cooper también fue barajado para el papel y Luke Evans era el competidor principal. La recién llegada Elizabeth Debicki obtuvo el papel de Jordan Baker, justo después de graduarse de la Victorian College of the Arts. Durante el casting del papel secundario de Jordan, el cineasta dijo que el personaje debía ser "examinado tan profundamente como Daisy, para esta producción, para esta época", y agregó "es como el Hamlet de Olivier, fue el Hamlet adecuado para su tiempo ¿Quién sería Hamlet hoy? Ocurre lo mismo con Jordan o Daisy. En junio de 2011, Jason Clarke fue elegido como George B. Wilson. Así mismo, el actor indio Amitabh Bachchan hace un cameo como Meyer Wolfsheim; este fue su primer papel de Hollywood. 
Rodaje
Se planeó que The Great Gatsby fuera rodada en el área de la ciudad de Nueva York donde se establece la novela, comenzando en 2011. El director decidió finalmente filmar el rodaje en Sídney. El rodaje comenzó el 5 de septiembre de 2011, en los Studios Australia y finalizaron el 22 de diciembre de 2011, con capturas adicionales en enero de 2012. La película se rodó con las cámaras digitales Red Epic y lentes Zeiss Ultra Prime. Originalmente la fecha de estreno estaba programada para diciembre de 2012, pero el 6 de agosto de 2012 se confirmó que la fecha se trasladaría al verano de 2013. En septiembre de 2012 se establece que la fecha oficial de estreno sería el 10 de mayo de 2013. La película abrió el 66.º Festival de Cine de Cannes el 15 de mayo de 2013, siguiendo de cerca su estreno en formatos RealdD 3D y 2D.

## Banda sonora

### Lista de canciones
| Edición estándar |                                                   |                                                        |          |  |
| N.º              | Título                                            | Intérprete(s)                                          | Duración |  |
| 1.               | «$100 Bill»                                       | Jay-Z,                                                 | 3:20     |  |
| 2.               | «Back to Black»                                   | Beyoncé, André 3000                                    | 3:21     |  |
| 3.               | «Bang Bang»                                       | will.i.am                                              | 4:39     |  |
| 4.               | «A Little Party Never Killed Nobody (All We Got)» | Fergie, Q-Tip, GoonRock                                | 4:01     |  |
| 5.               | «Young and Beautiful»                             | Lana Del Rey                                           | 3:56     |  |
| 6.               | «Love Is the Drug»                                | Bryan Ferry con la Bryan Ferry Orchestra               | 2:41     |  |
| 7.               | «Over the Love»                                   | Florence and the Machine                               | 4:21     |  |
| 8.               | «Where the Wind Blows»                            | Coco O. of Quadron                                     | 3:50     |  |
| 9.               | «Crazy in Love»                                   | Emeli Sandé y Bryan Ferry con la Bryan Ferry Orchestra | 2:54     |  |
| 10.              | «Together»                                        | The xx                                                 | 5:29     |  |
| 11.              | «Hearts a Mess»                                   | Gotye                                                  | 6:04     |  |
| 12.              | «Love is Blindness»                               | Jack White                                             | 3:18     |  |
| 13.              | «Into the Past»                                   | Nero                                                   | 5:17     |  |
| 14.              | «Kill and Run»                                    | Sia                                                    | 3:35     |  |
| 56:56            |                                                   |                                                        |          |  |

| Edición de lujo |                                                   |                                                        |          |  |
| N.º             | Título                                            | Intérprete(s)                                          | Duración |  |
| 1.              | «$100 Bill»                                       | Jay-Z,                                                 | 3:20     |  |
| 2.              | «Back to Black»                                   | Beyoncé, André 3000                                    | 3:21     |  |
| 3.              | «Young and Beautiful»                             | Lana Del Rey                                           | 3:56     |  |
| 4.              | «Love is Blindness»                               | Jack White                                             | 3:18     |  |
| 5.              | «Crazy in Love»                                   | Emeli Sandé y Bryan Ferry con la Bryan Ferry Orchestra | 3:08     |  |
| 6.              | «Bang Bang»                                       | will.i.am                                              | 4:39     |  |
| 7.              | «I Like Large Parties (diálogo)»                  | Elizabeth Debicki                                      | 0:09     |  |
| 8.              | «A Little Party Never Killed Nobody (All We Got)» | Fergie, Q-Tip, GoonRock                                | 4:00     |  |
| 9.              | «Love Is the Drug»                                | Bryan Ferry con la Bryan Ferry Orchestra               | 2:41     |  |
| 10.             | «Can't Repeat the Past? (diálogo)»                | Leonardo DiCaprio, Tobey Maguire                       | 0:08     |  |
| 11.             | «Hearts a Mess»                                   | Gotye                                                  | 6:04     |  |
| 12.             | «Where the Wind Blows»                            | Coco O. of Quadron                                     | 3:50     |  |
| 13.             | «Green Light (diálogo)»                           | Green Light                                            | 0:07     |  |
| 14.             | «No Church in the Wild (con Frank Ocean)»         | Kanye West, Jay-Z                                      | 4:32     |  |
| 15.             | «Over the Love»                                   | Florence and the Machine                               | 4:21     |  |
| 16.             | «Together»                                        | The xx                                                 | 5:29     |  |
| 17.             | «Into the Past»                                   | Nero                                                   | 5:17     |  |
| 18.             | «Kill and Run»                                    | Sia                                                    | 3:35     |  |
| 19.             | «Over the Love (Of You)»                          | Florence Welch, SBTRKT                                 | 2:59     |  |
| 20.             | «Young and Beautiful (DH Orchestral)»             | Lana Del Rey                                           | 3:51     |  |
| 21.             | «Gatsby Believed In the Green Light (diálogo)»    | Tobey Maguire, Craig Armstrong                         | 3:52     |  |
| 1:12:34         |                                                   |                                                        |          |  |

## Premios

### Óscar 2013
| Categoría                           | Persona                          | Resultado |
| ----------------------------------- | -------------------------------- | --------- |
| Óscar al mejor diseño de vestuario  | Catherine Martin                 | Ganador   |
| Óscar al mejor diseño de producción | Catherine Martin y Beverley Dunn | Ganador   |